# Fejervarya multistriata
Fejervarya multistriata é uma espécie de anfíbio da família Ranidae.
É endémica de Hong Kong.
Os seus habitats naturais são: marismas de água doce e marismas intermitentes de água doce.